# Prisonnier de Mao. Sept ans dans un camp de travail en Chine
Prisonnier de Mao. Sept ans dans un camp de travail en Chine est une autobiographie du franco-chinois Jean Pasqualini, relatant sa détention dans le laogai chinois de 1957 à 1964. L'ouvrage est paru en 1973 aux États-Unis puis en 1975 en France. 

## Présentation
Jean Pasqualini  (1926-1997) est incarcéré dans le laogai chinois en 1957 lors de la campagne des Cent fleurs. Il est accusé d’activités contre-révolutionnaires pour avoir travaillé comme traducteur pour les Américains. Condamné à 12 ans de détention dans le laogai forme abrégée de laodong gaizao qui se traduit par réforme par le travail. Il est libéré, avant la fin de sa peine, en 1964, lors de la reprise des relations diplomatiques entre la France et la Chine, puis expulsé du territoire chinois.

### Interrogatoires, aveux et condamnation
Après l'arrestation d'un suspect la durée des interrogatoires est particulièrement longue, elle sera de 15 mois pour Jean Pasqualini. Selon ce dernier il est impossible de résister aux interrogatoires ainsi : « Durant mes années de prison —raconte Pasqualini — j'ai connu un homme qui avait en fait été arrêté par erreur— il portait le même nom que la personne recherchée. Au bout de quelques mois, il avait avoué tous les crimes de l'autre. Quand on découvrit la méprise, les autorités de la prison eurent toutes les peines du monde à le persuader de rentrer chez lui. Il se sentait trop coupable pour ça ».
Le détenu ne peut pas recourir à un avocat pendant l'interrogatoire, son arrestation  est la preuve de sa culpabilité. Deux méthodes prévalent à ses aveux. Celle « eau de robinet », une bonne torsion au départ puis l'eau coule toute seule ou celle « pâte dentifrice » le coupable doit être pressé de temps en temps pour recueillir ses aveux.
Une fois condamné, le prisonnier ne fait pas appel de la sentence. En effet si c'était le cas ce comportement signifierait qu'il n'a pas conscience de ses crimes ou qu'il ne s'en repent pas. Il n'accepte pas l'indulgence des autorités communistes. Faire appel reviendrait donc à demander une punition supplémentaire.
Pendant sa détention il doit à plusieurs reprises écrire son autocritique tant que ses geôliers ne la jugent pas correcte .

### Homosexualité
Dans Prisonnier de Mao, Jean Pasqualini raconte l’exécution de deux homosexuels vers 1960. L'un d'entre eux est récidiviste. Le détenu est condamné à sept ans de laogai pour homosexualité, puis sa peine est doublée pour vol. Enfin accusé d’avoir séduit un autre prisonnier, il est condamné à mort et exécuté. Pasqualini indique que l'homosexualité entre détenus est très faible en effet d'une part ils risquent d’être fusillés sur le champ et d'autre part leur santé est telle qu’ils n’ont pratiquement plus de libido.

### Les « travailleurs libres »
Les condamnés au laogai passent en général le reste de leur vie dans les camps, d'abord comme prisonniers et ensuite comme « travailleurs libres  », une fois leur peine purgée.

## Publications
L'ouvrage est écrit en anglais avec la collaboration du journaliste Rudolph Chelminski que Pascalini rencontre en 1969. Ensemble ils mettent trois ans, de 1970 à 1973, pour rédiger le livre, travaillant essentiellement le week-end et pendant leurs vacances chacun étant occupé la journée en semaine pour gagner leur vie,.
- Prisoner of Mao Jean Pasqualini avec la collaboration de Rudolph Chelminski, New York, Paul Reynolds, 1973
- Prisonnier de Mao. Sept ans dans un camp de travail en Chine. Jean Pasqualini avec la collaboration de Rudolph Chelminski Paris Éditions Gallimard, 1974  (ISBN 2070291367).
- Prisionero de Mao. Siete años en un campo de trabajo en China

En Chine, l'écrivain et dissident chinois Liao Yiwu mentionne l'existence de copies piratées de Prisonnier de Mao. Pour Liao Yiwu, Jean Pasqualini « a su décrire longtemps avant moi les tortures infligées par une dictature sanguinaire à ses victimes, les mêmes que celles que j'ai subies trente ans plus tard », Liao Yiwu est l'auteur d'un autre ouvrage sur le laogai avec Dans l'empire des ténèbres (préface de Marie Holzman et Jean-François Bouthors, postface de Herta Müller).   
Par ailleurs, un film documentaire sorti en 1979, Prisonniers de Mao, a été réalisé par Véra Belmont à partir du livre Prisonnier de Mao. Sept ans dans un camp de travail en Chine. Jean Pasqualini apparaît dans le film.

## Lectures critiques
En 1983, le sinologue Jean-Luc Domenach considère Prisonnier de Mao comme le meilleur document relatant la vie des goulags chinois. Marie-Claire Bergère évoque un témoignage capital. Dans La forêt en feu, Simon Leys estime qu'il s'agit du document le plus fondamental sur le goulag maoïste.
Alain Peyrefitte indique : Prisonnier de Mao décrit le « Goulag chinois avec autant de précision que Soljénitsyne le Goulag soviétique ». Francis Deron, journaliste du Monde, indique que Jean Pasqualini parvint à faire entendre la voix des millions de Chinois qui subirent le « goulag version Mao ». Véra Belmont rapporte que l'ouvrage fait l'effet d'une bombe dans «  l'univers conformiste des bourgeois intellos de gauche ». Toutefois, le critique littéraire Bernard Pivot indique que le témoignage de Jean Pasqualini, sur les « goulags chinois » eut peu de conséquence auprès des intellectuels maoïsants qui continuèrent de « tirer d'un séjour de quinze jours à Pékin un éloge de la nouvelle Chine ».